# Les Indrogables

Les Indrogables est un court métrage québécois réalisé par Jean Beaudin sorti en 1972 au cinéma.

## Résumé
Six personnes, en trois endroits différents, regardent une émission qui porte sur la drogue et multiplient les observations que leur dictent les principes et critères qui sont les leurs. Grâce à sa structure originale et aux personnages typiques qu'il présente, ce film réussit à montrer les méfaits de la drogue et les craintes qu'elle inspire aux indrogables, envers des jeunes dont ils sont responsables.

## Fiche technique
- Réalisation : Jean Beaudin
- Scénario : Jacques Jacob
- Photographie : Pierre Mignot
- Montage :  Jean Beaudin
- Musique : Pierre F. Brault
- Production : François Séguillon
- Société de production : National Film Board of Canada (NFB)
- Pays :  Québec
- Genre : Court métrage
- Durée : 26 minutes

## Distribution
- Denise Filiatrault
- Guy L'Écuyer
- René Caron
- Denis Drouin
- Denise Proulx
- Jacques Desrosiers
- Denise Pelletier
- Marc Favreau
- Beatrice Picard
- Dorothée Berryman
- Daniel Pilon
- Marc Legault
- Béatrice Picard
- Camille Ducharme

## Article annexe
- Psychotrope au cinéma et à la télévision